# Deltochilum submetallicum
Deltochilum submetallicum là một loài bọ cánh cứng trong họ Bọ hung (Scarabaeidae).